# Richard Whately
Richard Whately (1º febbraio 1787 – 8 ottobre 1863) è stato un arcivescovo anglicano, logico, teologo ed economista britannico.

## Opere
- Historic Doubts Relative to Napoleon Buonaparte, London, 1819.
- The Elements of Logic, London, 1826.
- The elements of Rhetoric, London, 1828.